# USS LST-959
O USS LST-959 foi um navio de guerra norte-americano da classe LST que operou durante a Segunda Guerra Mundial.